# تيسوبورين
تيسوبورين هو أحد مثبطات أكسيداز الزانتين ويستخدم في علاج النقرس.